# جان بول لورنس
جان بول لورنس (بالفرنسية: Jean-Paul Laurens)‏ هو رسام فرنسي، ولد في 28 مارس 1838 في Fourquevaux ‏ في فرنسا، وتوفي في 23 مارس 1921 في باريس في فرنسا.